# يو إف سي 205
يو إف سي 205: ألفاريز ضد ماكغريغور (بالإنجليزية: UFC 205: Cyborg vs. Holm)‏ كان حدثًا لفنون القتال المختلطة نظمته يو إف سي، وأُقيم في 12 نوفمبر 2016 على ماديسون سكوير جاردن في نيويورك، الولايات المتحدة.

## الجوائز الإضافية
حصل المقاتلون التالية أسماؤهم على مكافآت قيمتها 50،000 دولار:
- قتال الليلة: تايرون وودلي ضد ستيفن طومسون
- أداء الليلة: كونر ماكغريغور ويوئيل روميرو